# پاچینکو (رمان)
پاچینکو (انگلیسی: Pachinko) دومین رمان نویسنده کره ای-آمریکایی مین جین لی است. پاچینکو که در سال ۲۰۱۷ منتشر شد یک رمان داستانی حماسی تاریخی است که داستان آن پیرامون یک خانواده کره ای است که به ژاپن مهاجرت می‌کنند. داستان مبتنی بر شخصیت، شامل مجموعه ای از شخصیت‌ها است که با نژادپرستی، کلیشه سازی و دیگر جنبه‌های تجربه کره‌ای‌های سده ۲۰ از ژاپن ست.
پاچینکو فینالیست جایزه ملی کتاب داستانی ۲۰۱۷ بود. سرویس پخش اپل تی‌وی پلاس اقتباسی تلویزیونی از رمان را تولید کرده که در سال ۲۰۲۱ منتشر می‌شود.

## طرح
این رمان در سه بخش اتفاق می‌افتد، که هر قسمت به ترتیب با نقل قولی از آثار چارلز دیکنز، پارک وان سو و بندیکت اندرسون آغاز می‌شود.